# Anommatus weiratheri
Anommatus weiratheri is een keversoort uit de familie knotshoutkevers (Bothrideridae). De wetenschappelijke naam van de soort werd in 1934 gepubliceerd door Jan Roubal.